# Конингэм, Френсис, 2-й маркиз Конингэм
Фрэнсис Натаниэль Конингэм, 2-й маркиз Конингэм (англ. Francis Nathaniel Conyngham, 2nd Marquess Conyngham; 11 июня 1797 — 17 июля 1876) — англо-ирландский аристократ, военный, придворный, политик и отсутствующий землевладелец. Он был известен как лорд Фрэнсис Конингэм с 1816 по 1824 год и граф Маунт-Чарльз с 1824 по 1832 год.

## История и образование
Родился 11 июня 1797 года в Дублине (Ирландия). Второй сын генерала, Генри Конингэма, 1-го маркиза Конингэма (1766—1832), и Элизабет Денисон (ок. 1769—1861), дочери лондонского банкира Джозефа Денисона и Элизабет Батлер. Братья — Генри Фрэнсис Конингэм, граф Маунт-Чарльз (1795—1824), и Альберт Конингэм (Денисон), 1-й барон Ландсборо (1805—1860). Фрэнсис получил образование в Итонском колледже. Он стал известен как лорд Фрэнсис Конингэм в 1816 году, когда его отец был назначен 1-м маркизом Конингэмом и получил титул учтивости — граф Маунт-Чарльз в 1824 году после ранней смерти своего холостого старшего брата Генри Фрэнсиса Конингэма.

## Политическая карьера
Фрэнсис Конингэм был избран в Палату общин от Уэстбери в 1818 году, это место он занимал до 1820 года, и позднее от Донегол (сменив своего умершего старшего брата графа Маунт-Чарльза) с 1825 по 1831 год. Он служил под началом графа Ливерпуля, как заместитель министра иностранных дел в 1823—1826 годах. В правительствах под руководством графа Ливерпуля, Джорджа Каннинга, лорда Годрика и герцога Веллингтона он занимал пост лорда казначейства в 1826—1830 годах. В 1832 году он сменил своего отца в качестве 2-го маркиза Конингэма и вошёл в Палату лордов Великобритании.
В июле 1834 года лорд Конингэм присоединился к правительству вигов лорда Мельбурна в качестве генерального почтмейстера. Эту должность он занимал до отставки правительства в декабре того же года, и недолго занимал тот же пост при лорде Мельбурне с апреля по май 1835 года. В мае 1835 года он был назначен членом Тайного совета и лордом-камергером королевского двора. Он оставался на этом посту до 1839 года, когда его сменил его шурин, граф Аксбридж.
Лорд Конингэм также был вице-адмиралом Ольстера в 1849—1876 годах и лордом-лейтенантом графства Мит в 1869—1876 годах. Он был награждён Рыцарским Большим крестом Ганноверского ордена в 1830 году и рыцарем ордена Святого Патрика в 1833 году.

## Военная карьера
21 сентября 1820 года Фрэнсис Конингэм приобрел чин корнета в составе 22-го лёгкого драгунского полка, но это назначение не состоялось, и его заменил его младший брат, лорд Альберт Конингэм, после того, как Фрэнсис был назначен без выкупа на должность корнета и младшего лейтенанта во 2-й полк лейб-гвардии 23 апреля 1821 года. Он купил звание лейтенанта в 9-м лёгком драгунском полку 24 октября 1821 года, а 13 декабря он обменял половину жалованья 9-го лёгкого драгунского полка на 1-й полк лейб-гвардии. Фрэнсис Конингэм снова обменялся на 17-й лёгкий драгунский полк 3 апреля 1823 года. Он приобрел чин капитана 12 июня 1823 года. Граф Маунт-Чарльз, каким он тогда был, был включён в состав Цейлонского полка и приобрел чин майора 2 октября 1827 года. Он стал генерал-майором в 1858 году, генерал-лейтенантом в 1866 году и полным генералом в 1874 году.

## Ирландия и голод
Фрэнсис Бертон-Конингэм был заочным землевладельцем, контролировавшим некоторые территории в Ирландии, особенно в графстве Донегол (охватывающем Глентис, Арранмор и большую часть баронства Бойла) в Ольстере. Он не проявлял особого интереса к этим поместьям, на которые он там претендовал. Согласно Томасу Кэмпбеллу Фостеру в отчёте за 1845 год для лондонской газеты «Таймс оф Лондон», озаглавленном «Уполномоченный сообщить о положении народа Ирландии», он посетил этот район один раз в своей жизни в течение нескольких дней . Бертон-Конингэм вместо этого нанял Джона Бенбоу, английского депутата парламента, как своего главного управляющего агента, который посещал раз в год, а субагенты собирали арендную плату с арендаторов каждые полгода. В отчёте Фостера эти поместья описывались как таковые: «от одного конца его большого имения до другого, можно найти только бедность, нищету, жалкую культивацию и бесконечное разделение земли».
Поскольку бедность была особенно острой в поместьях Бертон-Конингэма, Великий голод 1845—1852 годов был невыносим для его арендаторов. Они выживали на диете из картофеля и воды из-за постоянно повышающегося уровня арендной платы, а жители Арранмора часть года питались морскими водорослями . Включая все графство Донегол, а не только территории, контролируемые Бертон-Конингэмом, около 13 000 ирландцев погибло в результате голода с 1845 по 1850 год, и многие другие эмигрировали. Бертон-Конингэм продал Арранмор в 1847 году земельному спекулянту Уолтеру Чорли из Белфаста за 200 фунтов стерлингов, который оказался более заинтересованным в поместье, но также гораздо более безжалостным (который решил выселить всех субарендаторов, многие из которых бежали в город Донегол, в то время как другие островитяне были отправлены в Великие озера Северной Америки).

## Придворный

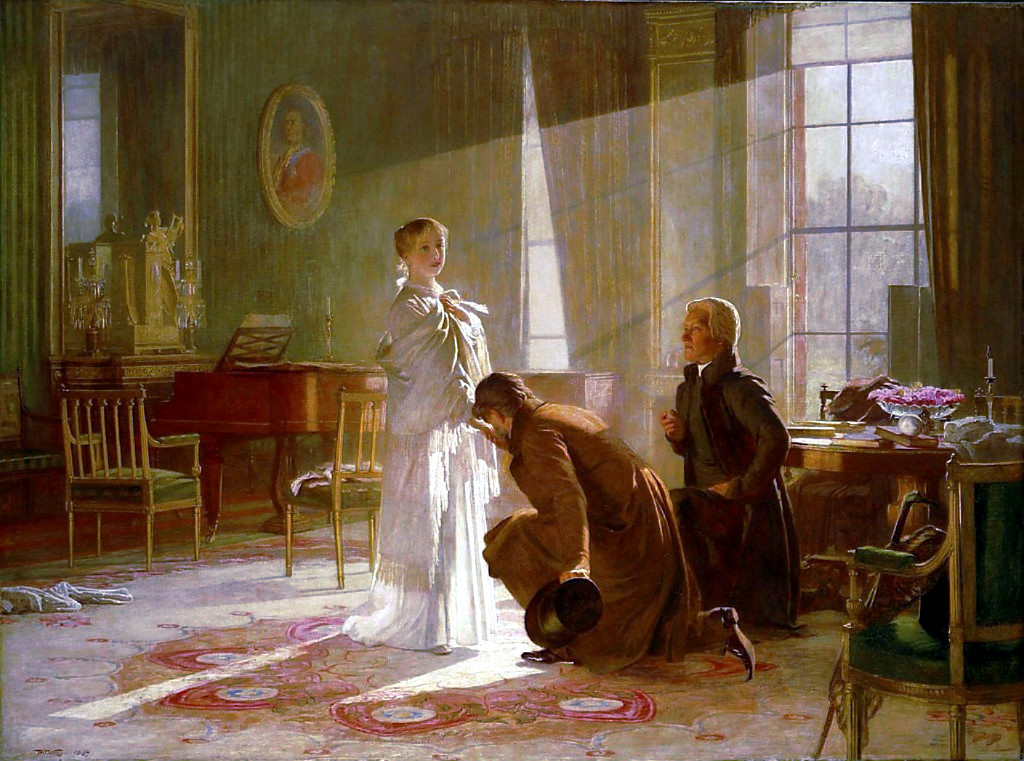
Королева Виктория получает известие о своём восшествии на престол от лорда Конингэма (слева) и архиепископа Кентерберийского

В юности лорд Фрэнсис Конингэм был почётным пажом принца-регента (позже Георга IV). С 1820 по 1830 год он был камердинером и правителем гардеробной Георга IV. Как лорд-камергер, после смерти короля Вильгельма IV ему выпало отправиться с архиепископом Кентерберийским в Кенсингтонский дворец в 5 часов утра 20 июня 1837 года, чтобы сообщить принцессе Виктории, что она теперь королева Великобритании и Ирландии. Он был первым, кто обратился к ней «Ваше величество».

## Семья
23 апреля 1824 года в Лондоне лорд Фрэнсис Конингэм женился на леди Джейн Пэджет (13 октября 1798 — 28 января 1876), дочери Генри Пэджета, 1-го маркиза Англси, и леди Кэролайн Элизабет Вильерс. У них было шестеро детей:
- Джордж Генри Конингэм, 3-й маркиз Конингэм (3 февраля 1825 — 2 июня 1882), старший сын и преемник отца
- Леди Джейн Конингэм (1 июня 1826 — 24 декабря 1900), в 1849 году вышла замуж за Фрэнсиса Спенсера, 2-го барона Черчилля (1802—1886)
- Леди Фрэнсис Кэролайн Марта Конингэм (1827 — 17 июня 1898), в 1847 году вышла замуж за Густава Уильяма Ламбарта (1814—1886)
- Леди Элизабет Джорджиана Конингэм (1829 — 2 февраля 1904), 1-й муж с 1849 года Джордж Леопольд Брайан (ок. 1829—1880), 2-й муж с 1882 года Джордж Финч-Хаттон, 11-й граф Уинчилси (1815—1887).
- Леди Сесилия Августа Конингэм (1831 — 16 августа 1877), в 1861 году вышла замуж за сэра Теодора Бринкмана, 2-го баронета[англ.] (1830—1905)
- Лорд Фрэнсис Натаниэль Конингэм[англ.] (24 сентября 1832 — 14 сентября 1880), политик.

Леди Конингэм умерла в Фолкстоне, графство Кент, в январе 1876 года в возрасте 77 лет. Лорд Конингэм пережил её всего на пять месяцев и умер в Лондоне в июле 1876 года в возрасте 79 лет после операции по литотомии. Ему наследовал титул маркиза его старший сын Джордж.

## Титулатура
- 2-й маркиз Конингэм с 11 октября 1861 года
- 2-й граф Конингэм с 11 октября 1861 года
- 2-й граф Маунт-Чарльз с 11 октября 1861 года
- 4-й барон Конингэм из Маунт-Чарльза, графство Донегол с 11 октября 1861 года
- 2-й барон Минстер из Минстер-Эбби, графство Кент с 11 октября 1861 года
- 2-й виконт Маунт-Чарльз с 11 октября 1861 года
- 2-й виконт Конингэм из Маунт-Чарльза, графство Донегол с 11 октября 1861 года.
- 2-й виконт Слейн с 11 октября 1861 года